# バラタナティヤム
バラタナティヤム（英:Bharatanatyam）は、インドのタミル・ナードゥ州を発祥とするインド古典舞踊。インド四大古典舞踊のなかで最も古い伝統を持ち、紀元前1000年頃からヒンドゥー教寺院の儀式で行われていたデーヴァダーシー（巫女）による奉納舞踊だった。バーラタ・ナーティヤムとも表記される。

## 概要
古代に聖仙バラタが書いたとされる演劇書『ナーティヤ・シャーストラ (Natya Shastra) 』とナーンディケシュバラによる『アビナヤ・ダルパナ（仕草の鑑）』が、バラタナティヤムの原典だと考えられている。その舞踊形式はサムシュワーラ3世が記したカンナダ語の書物『Manasolalla』でも短く言及されており、古代よりインド南部の寺院や宮廷で盛んに行われていた。バラタナティヤムは、南インドの宗教テーマおよびヒンズー教と総称される（特にシヴァ派、ヴィシュヌ派、シャクティ派の）精神的思想を表現している。
バラタナティヤムの記述は、西暦2世紀に遡る古代タミル語の叙事詩『シラッパティカーラム (Silappatikaram) 』に見らるほか、6-9世紀の寺院彫刻はそれが当時すでに高度に洗練されたパフォーマンスアートだったことを示唆している。古代のタミル・ナードゥ州ではこのダンス形式が流行って、バラタ仙の『ナーティヤ・シャーストラ』など、幾つかの本が法典化されたという。
バラタナティヤムには様々な種類のバニ（伝統）が含まれている。バラタナティヤム様式では、胴体上部を動かさずに、脚と膝を曲げた姿勢(Aramandi)に独特な足運びを組み合わせたり、手・目・顔の筋肉による仕草を基本とする身振りやサインの洗練された語彙が特徴である。この踊りには音楽と歌手を伴い、一般的に踊りの指導者は、このパフォーマンスアートの演出家兼指揮者(Nattuvanar)として存在する。この踊りは伝統的にヒンズー教書物に由来する神話上の伝説および精神的思想の解釈的な物語形式である。バラタナティヤムの演目には他のインド古典舞踊と同様、ヌリッタ(純粋な踊り）、ヌリッティヤ（ソロの表現的な踊り）、ナーティヤ（集団の演劇的な踊り）が含まれている。
バラタナティヤムは19世紀の間ずっとヒンズー教寺院だけで行われていた。1910年にイギリス植民政権によって禁止されたが、インド人コミュニティがこの禁止に抗議して20世紀にそのパフォーマンスを寺院の外で展開させた。バラタナティヤムの現代的な舞台演出はインド全土に広まって人気を博し、その手法も多彩になって技術的パフォーマンス、非宗教的思想に基づく純粋な踊り、融合のテーマなどが織り込まれていった。
現地インドではバラタナティヤムの踊りを職業にする者もおり、2018年に富安カナメという日本人少女が11歳で異例のプロデビューを果たしたことがニュースとなった。

## 語源
SadiraattamまたはThevarattam(タミル語: சதிராட்டம்)としても知られるインド古典舞踊形式のバラタナティヤムは、E・クリシュナ・アイヤーとルクミニー・デーヴィー・アルンデールによるSadirの改名である。このダンス形式に敬意を払い、彼らは1932年のマドラス音楽アカデミーの会合にてSadiraattamを「バラタナティヤム」またはインド舞踊に改名する決議を提案した。
バラタという語句は"bha"-"ra"-"ta"からなる略号とされる。この見解によれば、bhaは感性や感情(bhava)を、raはメロディや音符の枠組み(raga)を、taはリズム(tala)を表す。"Natya"という用語はサンスクリット語で「踊り」を意味する。したがってこれらの複合語バラタナティヤムは、感性とメロディとリズムを調和させて表現する踊り、という意味である。

## 歴史

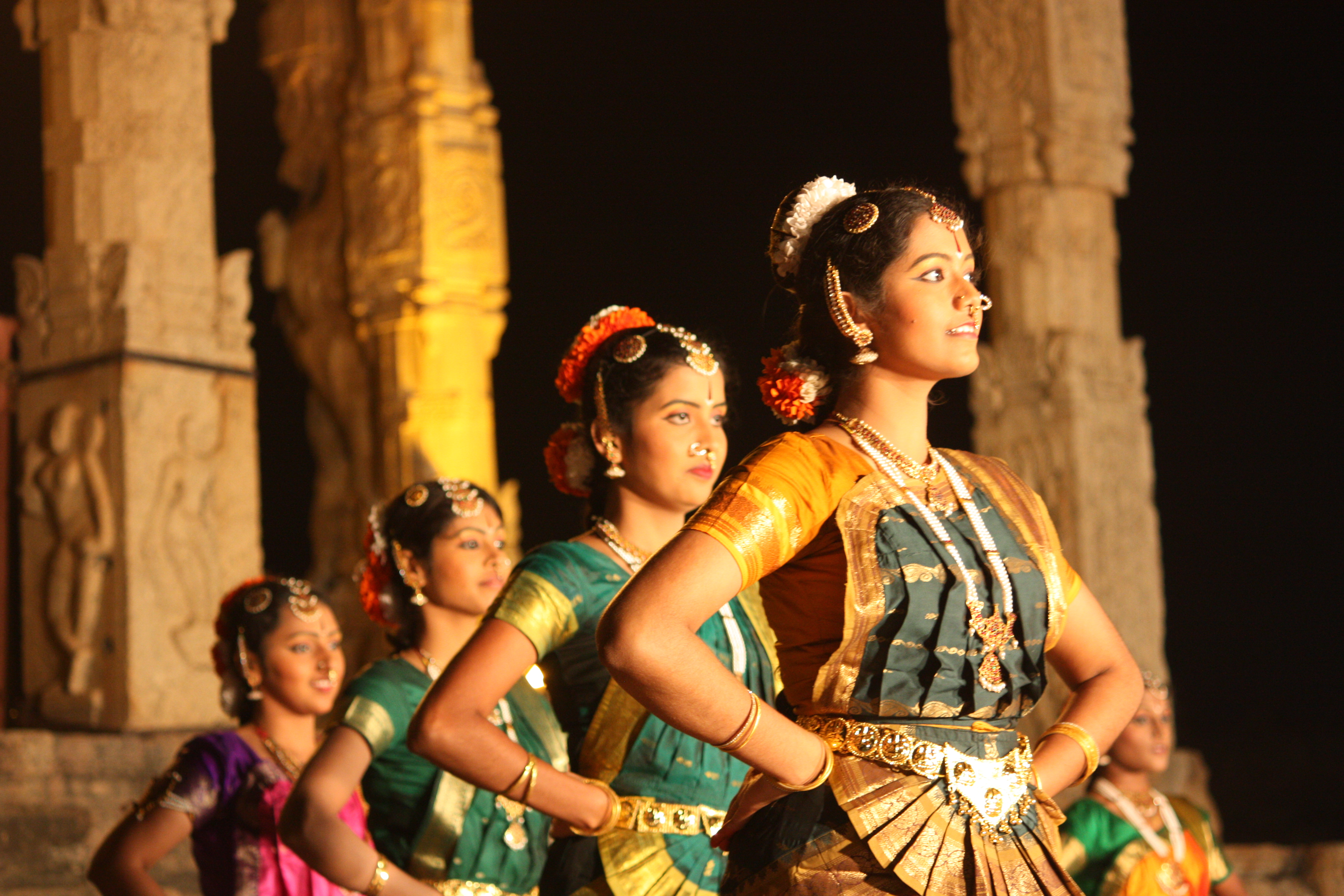
シヴァ神を祀るブリハディーシュヴァラ寺院の踊り娘たち。この寺院は西暦1000年頃からバラタナティヤムの一大中心地である。この踊りは南インドの人々の生活に大きな影響を与えており、親は子に、子は孫にこの舞踊を教えて代々引き継いでいる。インドの人々はこの文化に誇りを持っている。

バラタナティヤムの理論的基礎は、古代ヒンドゥー教の演劇文書『ナーティヤ・シャーストラ』に見られる。
バラタ仙が書いたとされる同書最初の全集は、紀元前200-西暦200年に遡るとされている。この文書はターンダヴァの舞い（シヴァ神）の理論、ラサの理論、バーヴァ（表現、身振り、演技のテクニック、基本的なステップ、立ち姿勢）の理論を説明しており、これらは全てインド古典舞踊の一部である。同書は、踊りと演劇(performance art)が精神的思想と美徳と経典の本質を表現する一形態だと述べている。
より直接的なバラタナティヤムへの歴史的言及は、タミル語の叙事詩『シラッパティカーラム（西暦2世紀頃）』と『マニメガライ（6世紀頃）』に見られる。前者にはマドハヴィという踊り娘の物語が収録されており、113-159節に彼女の正しいダンス訓練法(Arangatrau Kathai)が説明されている。西暦6世紀から9世紀に遡るカーンチープラム県のシヴァ神殿にある彫刻は、バラタナティヤムが1千年紀半ばまでによく発展したパフォーマンスアートであったことを示唆している
描写的彫刻の有名な例がシヴァ神を祀ったチダンバラム寺院（約12世紀）にあり、ここには『ナーティヤ・シャーストラ』でカラナ(Karana)として説明されているバラタナティヤムの108通りのポーズが石に彫られている
。
ヒンドゥー教寺院にあるシヴァ神の古代彫刻の多くは、バラタナティヤム舞踊のポーズと同じである。例えば、7世紀に遡るバダミ洞窟寺院の洞窟では、ターンダヴァを舞うシヴァをナタラージャとして描いている
高さ約1.5 mの絵図には、踊りの位置を表す形の18本の腕が幾何学模様に配置されている。シヴァの腕にはバラタナティヤムに見られるムードラ（象徴的な手指の仕草）が表現されている

### デーヴァダーシー、反ダンス運動、植民地禁止と衰退
一部の植民地時代の学者や現代の著者は、バラタナティヤムは古代デーヴァダーシー文化の生き残りだと主張し、紀元前300-西暦300年に遡る歴史的起源を示唆している。現代の学問は、直接的な文書または考古学的証拠の欠如からこの学説を疑問視している。歴史的な彫刻と文書は踊り娘のほか女性を祀る寺院の何割かを説明描写しているが、植民地時代初期のインド学者が主張したような、遊女や娼婦だとは述べられていない。証拠の検討では、遊女舞踊がタミル地方の16世紀後半または17世紀ナーヤカ朝時代に始まった近代の現象であることが示唆されている。ジェームズ・ロクテフェルトによると、バラタナティヤムは19世紀の間ずっとヒンズー教寺院だけで行われており、寺院外の舞台に現れたのは20世紀に入ってからだった。さらに、タンジャーヴール・マラーター王国の支配者はバラタナティヤムを後押しして献金していた。
18世紀に東インド会社がやって来て、19世紀にイギリスの植民地支配を受けたことで、様々なインド古典舞踊様式が嘲笑されたり冷遇され、これらのパフォーマンスアートが衰退した。キリスト教宣教師と英国高官は、インド北部カタックの踊り娘 (Nautch) とインド南部バラタナティヤムの踊り娘デーヴァダーシーを「娼婦で、低劣で卑猥な文化で、偶像や司祭への奴隷」という伝統の証拠として提示し、宣教師はこれを止めさせるべきだと要求して、1892年に「舞踊反対運動」を開始した。舞踊反対陣営は、このダンス様式を売春の前線として非難し、復活派は構築された植民地時代の歴史に疑問を呈した。
1910年、英領のマドラス管区は寺院舞踊を完全に禁止し、ヒンズー教寺院でのバラタナティヤムの伝統も禁じられた

### 植民後の復興

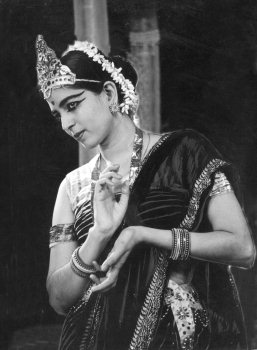
ヒンズー教の寺院舞踊が英領植民地政府によって1910年に禁止された後、バラタナティヤムの復興に助力したルクミニ・デヴィ・アルンデール（写真は1940年）

1910年の禁止が、寺院の踊り娘への固定観念および人間性抹殺に対する強力な抗議の引き金となった。タミルの人々は、歴史的で豊かなダンスの伝統が社会改革という言い訳のもと犠牲にされていることを懸念した。弁護士にしてバラタナティヤム舞踊を学んだE・クリシュナ・アイヤーなどの古典芸術復興主義者は文化的差別に疑問を呈し、なぜ娼婦がバラタナティヤムなどのパフォーマンスアートのために何年もの学習と訓練を必要とするのか、それを抹殺することで社会悪をどうやって終わらせることができるのかを尋ねた。アイヤーは国粋主義の容疑で逮捕され、懲役刑に処されたが、彼は自分の刑期を務めている最中も仲間の政治犯にバラタナティヤムを支援するよう説得した。 
イギリス植民地政府はバラタナティヤムと全てのヒンズー教寺院舞踊を抑圧する法律を施行したが、米国ダンサーのエスター・シャーマンなど一部の西洋人が1930年にインドに移住し、インドの古典舞踊を学んでラジーニ・デヴィに改名して、バラタナティヤムやほかの古代舞踊芸術を救い復活させる運動に参加した。
すでに進行していた20世紀初頭のインド独立運動は、文化的醸成の時期になると自分達の文化を取り戻して歴史を再発見するべく同人民による取り組みに着手した。この文化的・政治的混乱期に、バラタナティヤムは絶滅するどころかヒンズー教寺院の外に拡大し、ルクミニ・デヴィ・アルンデール、バラサラスワティ、ヤミニ・クリシュナムルティといったバラタナティヤムのアーティストによって主流のダンスとして復活した。
20世紀後半になると、タミル人のヒンドゥー教移民がイギリスのタミル寺院で行われていた寺院舞踊バラタナティヤムの伝統をあらためて導入した。

## 演目

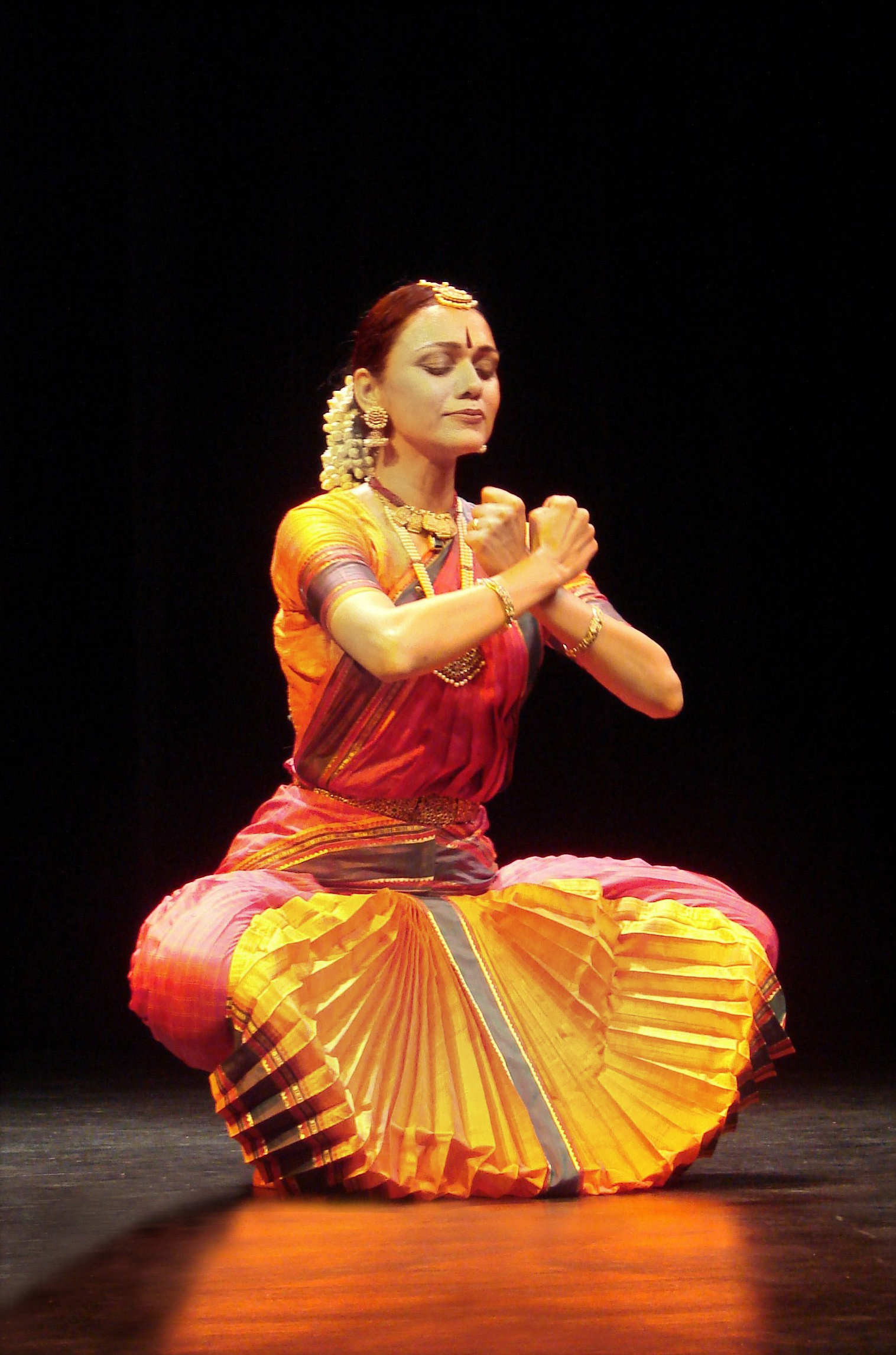
バラタナティヤムには表現、姿勢、リズムが必要とされる

バラタナティヤムは伝統的に、音楽家と歌手を伴ったソロダンサーで構成される団体パフォーマンスアートである。 曲譜、声楽、舞の動作の背後にある理論は、古代の『ナーティヤ・シャーストラ』や『アビナヤ・ダルパナ』など様々なサンスクリット語やタミル語の文書に遡る。
バラタナティヤムにおけるソロアーティスト(ekaharya) は、宝石をちりばめた極彩色のサリを身にまとい、インド古典音楽に合わせてダンスを披露する。彼らの手や顔の仕草は、ヒンドゥー教聖典のヴェーダやマハーバーラタ、ラーマーヤナ、プラーナほか歴史演劇の書物から派生した伝説や精神的思想や宗教祈祷を語る、体系化されたボディーランゲージである。ダンサーは、ターン動作や特定の体の動作を行なって、物語の区切りを強調したり劇中や伝説における別人物の登場をダンスを通じて演じている(Abhinaya)。足運び、ボディーランゲージ、姿勢、曲譜、声楽の調子、美学、衣装が統合されて、土台となる書物を表現し伝達する。 
近現代の改作では、バラタナティヤムを踊る団体が多くのダンサーを抱えており、彼らが作中で特定人物を演じたり創造的な振り付けをして、解釈を容易にしたり観客に体験を壮大にしている場合がある
バラタナティヤムの演目は、全ての主要なインド古典舞踊の形式と同じく『ナーティヤ・シャーストラ』にあるパフォーマンスの3分野に従う。すなわち以下に述べるヌリッタとヌリッティヤとナーティヤである。
- ヌリッタのパフォーマンスは、抽象的で速くリズミカルなダンスが特徴である[60] 。観客はバラタナティヤムの純粋な動作を見ることになり、そこでは所作、形態、速度、範囲、パターンの中に美が強調されている[57]。この演目部分には解釈的な側面がなく、物語が語られることもない。技術的なパフォーマンスであり、観客の意識(prakriti)を惹きこむことを目的とする[61]。
- ヌリッティヤは、感情を伝えようとするゆったりした表現的なダンスが特徴で、特にヒンズー教の踊りの伝統における精神的テーマの物語部分である[60]。ヌリッティヤでは、ダンス演技が曲譜に設定された身振りや体の所作を通して言葉の静かな表現を込めたものに広がっている。演者は伝説や精神的メッセージを明確に表現する。この演目部分は感性的な享楽を超えて、観客の感情と心を惹きこむことを目的とする[57][61]。
- ナーティヤとは劇であり、典型的には団体パフォーマンスであるが[11]、演者一人で行われることもあり、その場合は特定の標準化された身体動作を使って、物語の新たな登場人物を演じ分けていく。ナーティヤにはヌリッティヤの要素が組み込まれている[57]。

### アランゲトラム
バラタナティヤムのアランゲトラム (Arangetram) とは、インド古典舞踊における若年ダンサーの正式な初期訓練完了を意味するソロデビュー公演である。この語は「初舞台を踏む」などと訳される。この公演はダンサーがバラタナティヤムを習い始めてから10-12年後に行われるが、より重要なのは、指導者がこの生徒ならソロ公演を迎えられると確信した時点で実施される点である。このソロデビューはインド古典舞踊において「成人」のお祝いと同義である。アランゲトラムは、生徒と指導者による長年の努力の集大成であり、ダンサーが長年にわたって培った献身と技能を披露する機会である。このデビューを通して、ダンサーは一連の踊りを披露する。ダンサーは、約3時間のソロダンスを行うために自身の集中力とスタミナを構築する必要がある。踊りはそれぞれ、インド文化やインド古典舞踊で評価されているヒンドゥー教の様々な側面を象徴している。 

#### 踊りの流れ
伝統的なバラタナティヤムのアランゲトラム公演は、7-8部からなる演技構成を順序どおりに行なう。この設定構成はマーガム(margam)と呼ばれる。
プシュパンジャリ
アランゲトラム公演は、典型的にプシュパンジャリ (Pushpanjali) と呼ばれる舞踊から始まり、この語は「献花」と訳される。この踊りで、演者は敬意の証しとしてヒンズー教の神々、指導者、そして観客に花と挨拶を捧げる。踊りの出だしは祈願を象徴しており、ここからダンサーは残りの公演を始めていく 。
アラリップ
公演は、アラリップ (Alarippu) と呼ばれるリズミカルな祈り(vandana)から始めることもできる。神々や女神たち、指導者、集まった演者隊からの祝福に対する感謝と祝福の祈りを兼ね備えた純粋な舞踊である。またメロディーのない予備的なウォーミングアップの踊りとして機能し、ダンサーが自分の体を緩め、気が散るものから離れて、一心不乱に焦点に向かえるようにしている。
ジャティスワラム
公演の次なる段階はアラリップの動きにメロディーが追加されたもので、これはジャティスワラム(Jatiswaram)と呼ばれる。踊りは予備的な技術パフォーマンス(ヌリッタ)のまま、形式は純粋で文章を表現することはない。任意のカルナータカ音楽のメロディに合わせてドラムが叩かれる。それらが一連のビートのリズム(Korvai)を奏で、音楽とリズムと動作の一体化を観客に提示する。
シャブダム
公演の流れとしてはその後シャブダム(Shabdam)が追加され、訳すと「表現された文章」である。これは表現が導入されるマーガムの最初の項目である。ソロダンサーと歌手と音楽隊は、作品のこの段階で言葉と意味を伴う短い構成を雰囲気を込めて提示する。
ヴァルナム

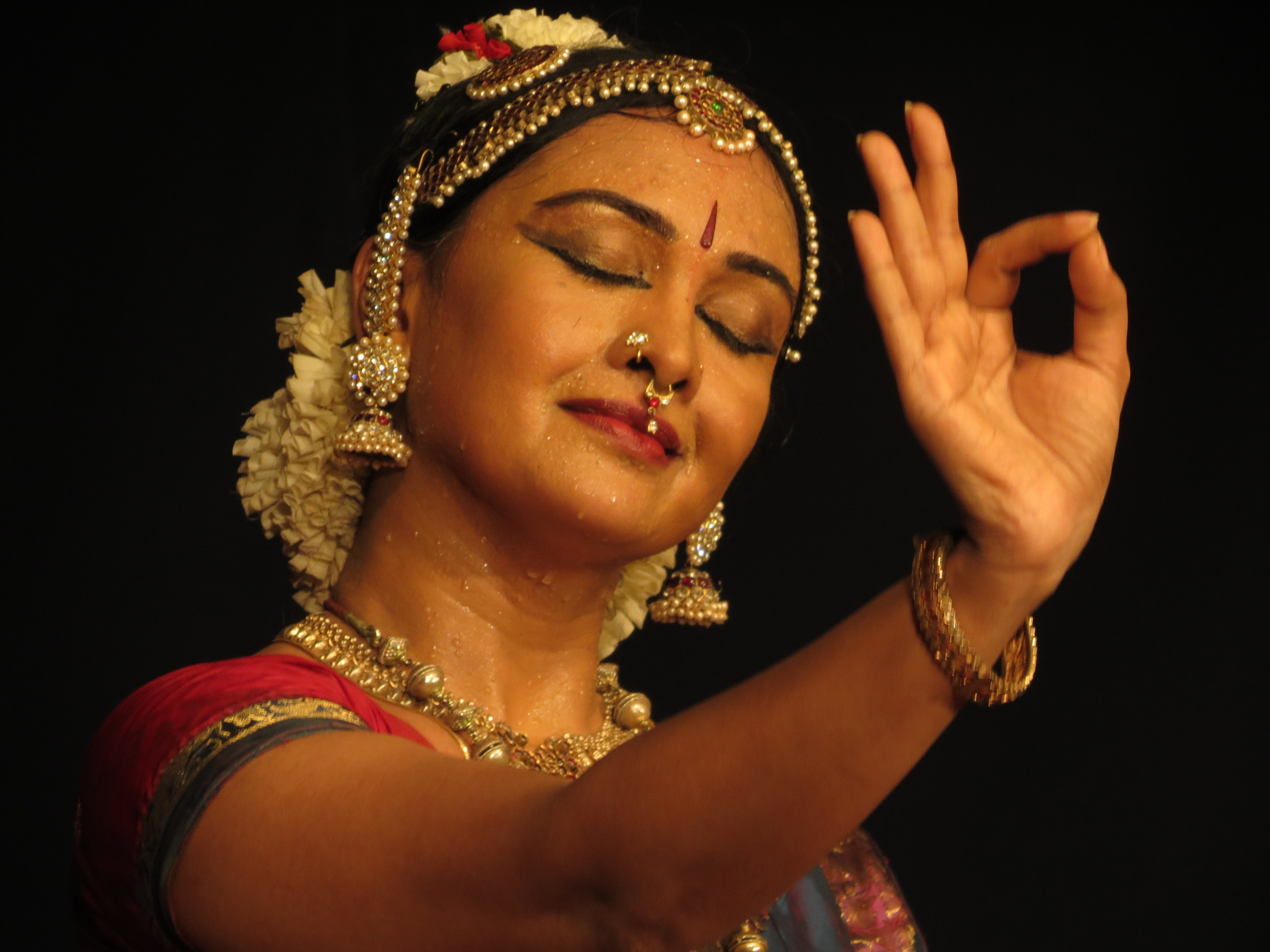
バラタナティヤムのヴァルナム部分では、表現力豊かなダンスが強調される。

公演はその後ヴァルナム(Varnam)の段階に入っていく。これは公演における秘儀の核心部分が来たことを表す。最も長い箇所でありヌリッティヤである。伝統的なヴァルナムは30-45分、時には1時間に及ぶ。ヴァルナムは即興で時間枠も幅広く、経験豊富なダンサーは望ましい長さにヴァルナムを延ばすことができる。演者は劇や主題の構成を提示し、全ての動作を披露し、音楽と調和しつつ、体系化された身振りや脚運びを通して物語を静かに伝える。ダンサーは、2つの速度で韻文を表現するなど、複雑な動作を演じる。ダンサーの手と体は、愛と憧憬であったり善悪の戦いなどの物語を伝え、音楽家は適切な雰囲気を醸した曲調でそれらを包み込む。
パダム
次がパダム(Padam)である。これは、厳粛な精神的メッセージや献身的な宗教的帰依者（バクティ）の純真さ・敬虔さの表現(abhinaya)段階である。音楽は軽快で、唱和は親密で、踊りは感情的である。振り付けはラサ（感情的な味つけ）と雰囲気を表現しようしており、この独演ではキールタナム（献身の表現）やジャバリ（神の愛の表現）ほかの構成が含まれる場合もある。
ティラーナ
公演の流れは、最高潮のティラーナ (Tillana) で終わる。ヌリッティヤ部分を完了して、その動作は表現力豊かな寺院の舞踊を出てヌリッタ様式に戻り、ここでは一連の純粋な動作と音楽がリズミカルに演奏される。これをもって公演が終了する
シュローカムまたはマンガラム
ティラーナの後、ダンサーはシュローカム(Shlokam)又はマンガラム(Mangalam)と呼ばれる第7部に進むこともできる。ダンサーは、周りの皆様に祝福を呼びかける。 
バラタナティヤムの全体的な流れは、かくして「単なる拍子から、次にメロディと拍子、続いて音楽と意味と拍子。ヴァルナムの中核部分でその拡張がある。その後は拍子のない音楽と意味。[中略]最後に拍子の無い歌」という流れであり、「我々はこの芸術の中で最も素晴らしい完全性と対称性を見ることになる」と、バラサラスワティは述べている。

### 服装

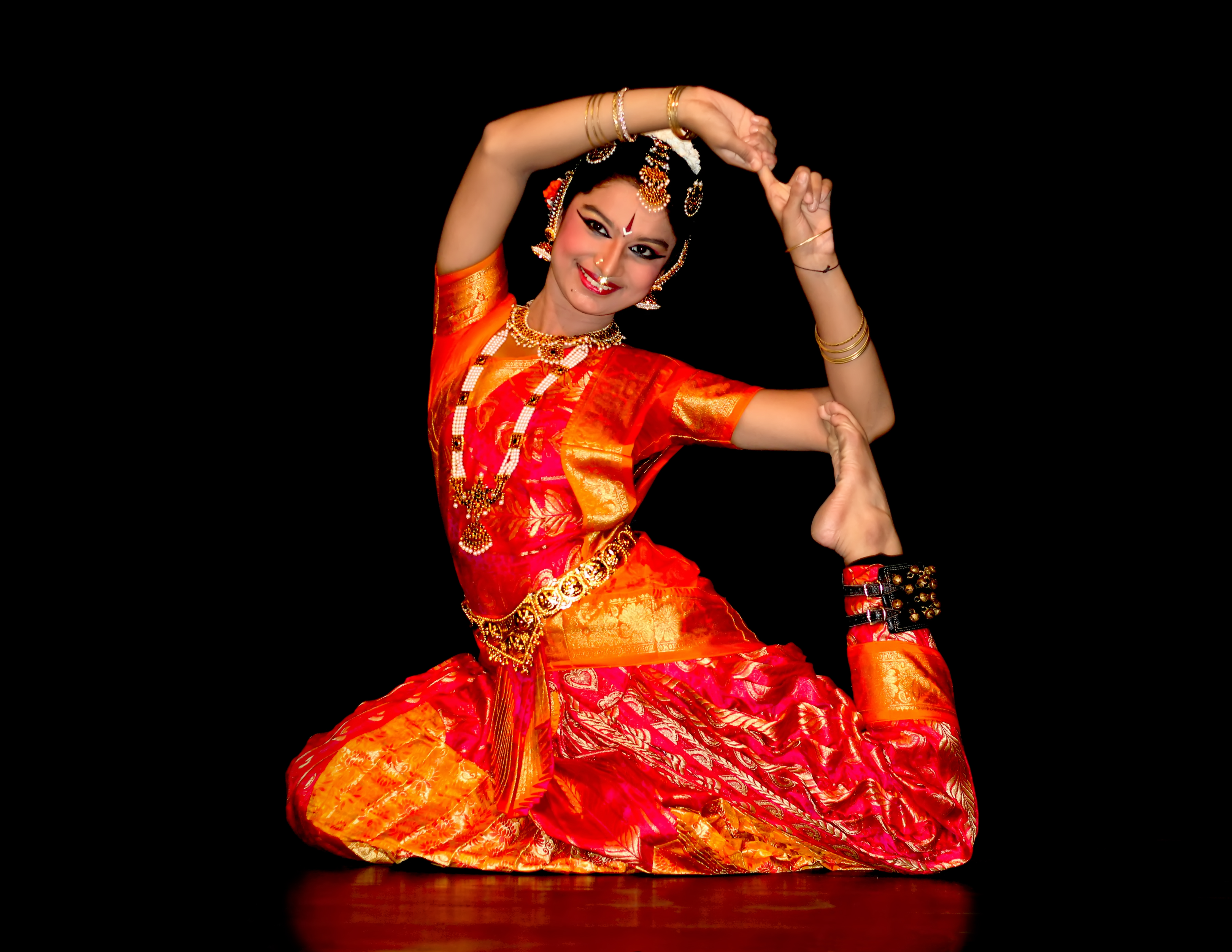
バラタナティヤムの衣装

バラタナティヤムのダンサーの服装は、タミル・ヒンドゥー教の花嫁衣装に似ている。それは主に暖色のラメが付いている華麗な色の体形に合ったサリで構成されている。サリは、特別に縫い付けられたプリーツの生地でできており、膝を曲げたり足捌きを演技する際に、前に倒れて扇子のように開く。サリは特別な方法で着用されており、背中に沿って上向きに包まれ、片肩越しにボディラインに密着しており、その端は宝石のベルトによって腰で留められている。
ダンサーは典型的に自分の耳、鼻、首、頭髪の輪郭を宝石で飾っている。顔には伝統的な化粧を施しており、目は独特のアイシャドー(collyrium)によって縁取りされ、観客が目の表情を見やすいようにしている。髪は伝統的な手法で結われており、生花の冠  (gajra) が編み込まれることも多い。また足首には、小さな鈴が幾つも付随した革製アンクレット(ghungroo)を1つ以上身に着けている。
指や足の輪郭は、クムクムと呼ばれる粉末や伝統的な染料 (Alta (dye)) で部分的に赤く塗られており、これは観客が手足の仕草を見やすくするための扮装の伝統である。

### 声楽の特徴と楽器
バラタナティヤムの伴奏は南インドのカルナータカ様式で、栄唱や唱和も同様である。声楽者はナッツーヴァナー(nattuvanar)と呼ばれ、典型的には演奏全体の指揮者でもあり、踊りの指導者だったりシンバルほかの楽器を演奏している場合もある 。バラタナティヤムで吟唱される詩や文章は、タミル語・テルグ語・カンナダ語・サンスクリット語である。
使用される楽器には、ムリダンガム、ナーダスワラム（黒い木から作られた長いオーボエの一種）、ナッツーヴァンガム(シンバル)、フルート、バイオリン、ヴィーナなどがある。

### 象徴主義
バラタナティヤムは、全てのインド古典舞踊と同様、その身振り（アビナヤ）と目標には象徴主義が浸透している。アビナヤの根幹は『ナーティヤ・シャーストラ』の文章に見られ、同書は演劇を観客に美的な喜びを喚起するもので、物語を伝える演者の芸術を通して各個人を官能的な内面の状態へと繋げたり送り込みやすくするもの、と定義している。同書の論じるパフォーマンスアートとは、演者と観客をアビナヤを通して繋ぐことであり、すなわち身体-発話-心と情景とを当てはめる事で、歌や音楽を通して演者が観客に情報伝達することである。この古代サンスクリット語文書における演劇とは、かくして人生のあらゆる側面を称賛し、喜びに満ちた意識状態を与えることに従事する芸術だとされている。
（インド古典舞踊における）象徴を介した伝達とは、表現力豊かな仕草とパントマイムが音楽に組み込まれた形式である。仕草と表情は、土台となる物語の感情的な度合いや雰囲気を伝える 。踊りに関するヒンズー教文書では、ダンサーは演技における以下４つの側面に注意を払うことで精神的思想を表現できるようになる。
- Angika（ジェスチャーとボディランゲージ）
- Vachika（歌・朗読・音楽・リズム）
- Aharya （舞台設定・衣装・化粧・宝飾）
- Sattvika（演者の内面と外面の状態が共鳴する、物語と観客との精神的指向と感情的なつながり）[85]

バラタナティヤムで使用される仕草は、ハスタまたはムードラと呼ばれている。これらの象徴は、片手の仕草(asamyuta hastas)と両手の仕草(samyuta hastas)そして舞踊での手の仕草(nrtta hastas)の3種類がある。これらの仕草は予備演技ヌリッタで提示される。バラタナティヤムのヌリッティヤ段階になると、特定の順番に組み込まれたこれらの象徴が、表情やアビナヤほかの側面を通して意味や感情を持つ文章になる。基本的な立ち姿はアライマンディ(Araimandi)と呼ばれる。
バラタナティヤムには、現代ヨガに見られる弓のポーズ（ダヌーラーサナ）や踊るシヴァのポーズ（ナタラージャ・アーサナ）を含む最低でも20のアーサナが見られる。古典寺院舞踊の108 あるカラナ（羅漢拳）こには踊りにヨガのアーサナを活用した寺院の踊り娘デーヴァダーシーが描かれている。また、バラタナティヤムがバクティヨガの一形態だとする説もある。しかし、ナタラージャ・アーサナは中世ハタ・ヨーガの文書には見られない。これは20世紀初頭にクリシュナマチャリヤ（近代ヨガの父と言われる人物）によって現代ヨガに導入された様々なアーサナの一つである

## 現代の復興:学校と養成所

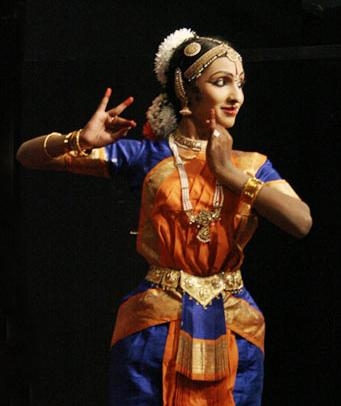
バラタナティヤムでの身振りによる表現

1947年にイギリス統治からインドが独立した後、バラタナティヤムは急速に拡大した。現在ではインドで最も人気のあるインド古典舞踊であり、在外インド人コミュニティで高い支持を得ており、多くの外国人からインド舞踊の代名詞だと見なされている。 20世紀後半に、西洋におけるバレエのようにバラタナティヤムがインド舞踊の伝統になった。
英国政府がバラタナティヤムの伝統を禁止しようとした際も、それは継続され、ヒンドゥー教寺院の外や宗教的思想の外に移ることで復興した。 しかしインド独立後は、バラタナティヤムの歴史（古代の伝統や祈祷儀式）やダンスの精神的表現部分への関心が高まってその復活が起きている。現代のバラタナティヤムにおける多くの革新と発展は、疑似宗教的なものだと述べる学識者もいる 。今ではインドの主要都市にバラタナティヤムの授業を行う学校が多数あり、これらの都市では毎年数百ものショーが開催されている。ニューデリーでは、2018年に日本人少女の富安カナメが11歳で異例のプロデビューを果たし、ニュースとなった。
インド以外だと、バラタナティヤムは米国・欧州・カナダ・オーストラリア・湾岸諸国・スリランカ・マレーシア・シンガポールの学術機関で注目され研究されている。多くの国の在外インド人コミュニティおよび在外タミル人コミュニティにとって、それは社会生活とコミュニティの絆の源であり手段である。現代のバラタナティヤムの振り付けには、男女両方のダンサーが含まれる。
2020年、インドのチェンナイに推定1万人のダンサーが集まり、最大規模のバラタナティヤム公演として世界記録を更新した（以前の記録は2019年チダンバラムで7190人が踊った）。

## ギャラリー

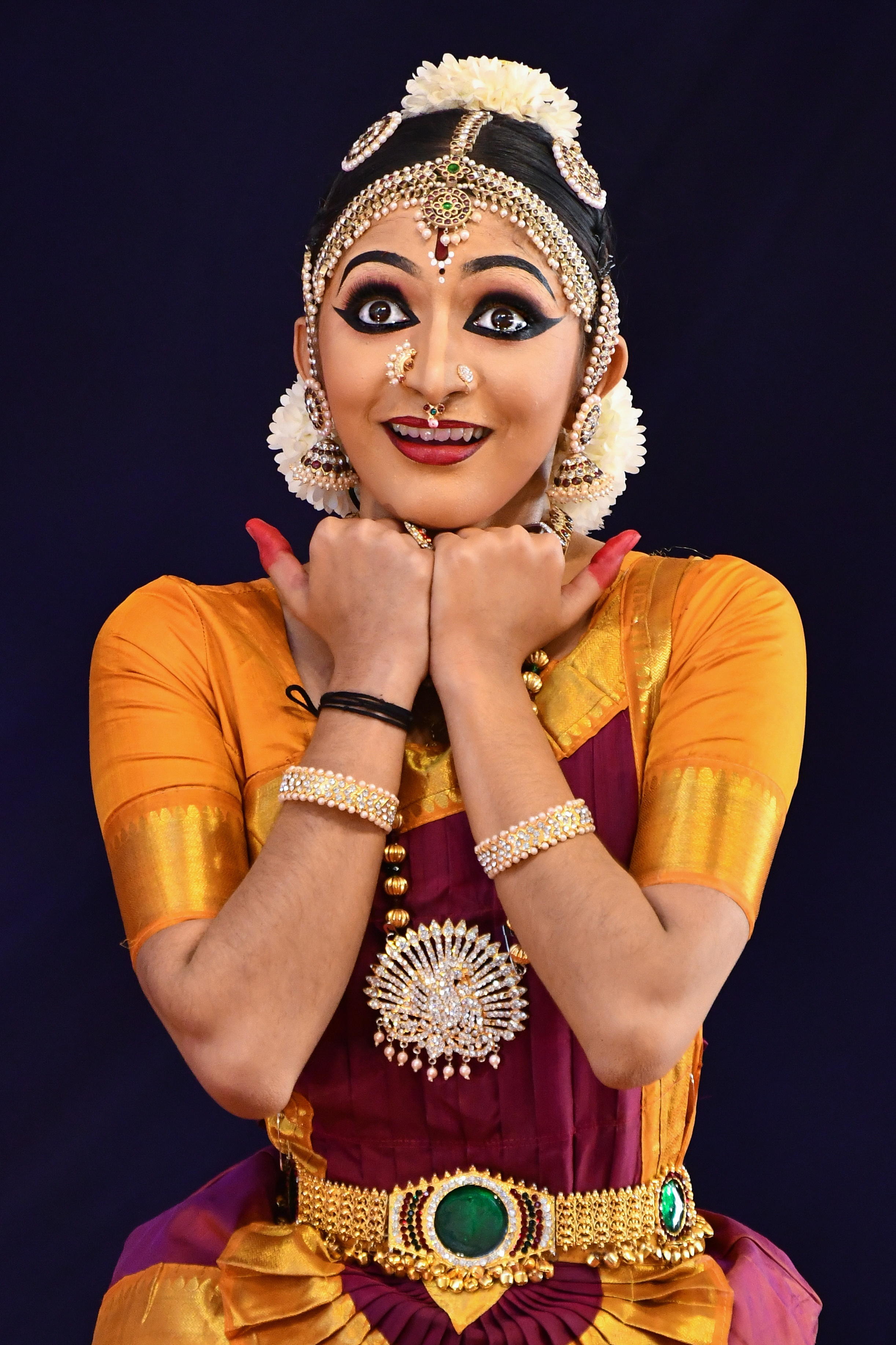
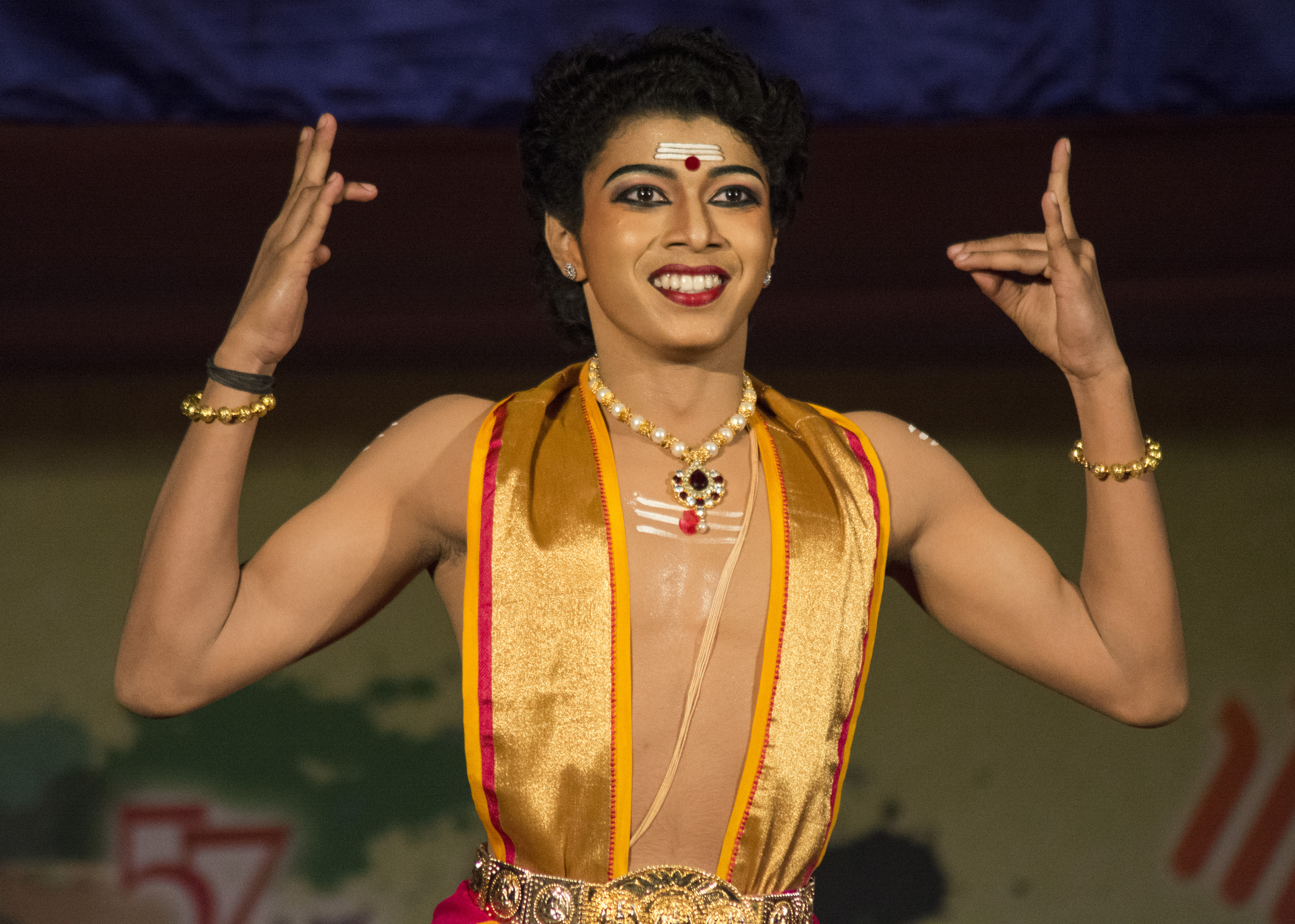
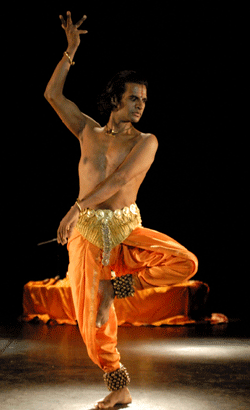
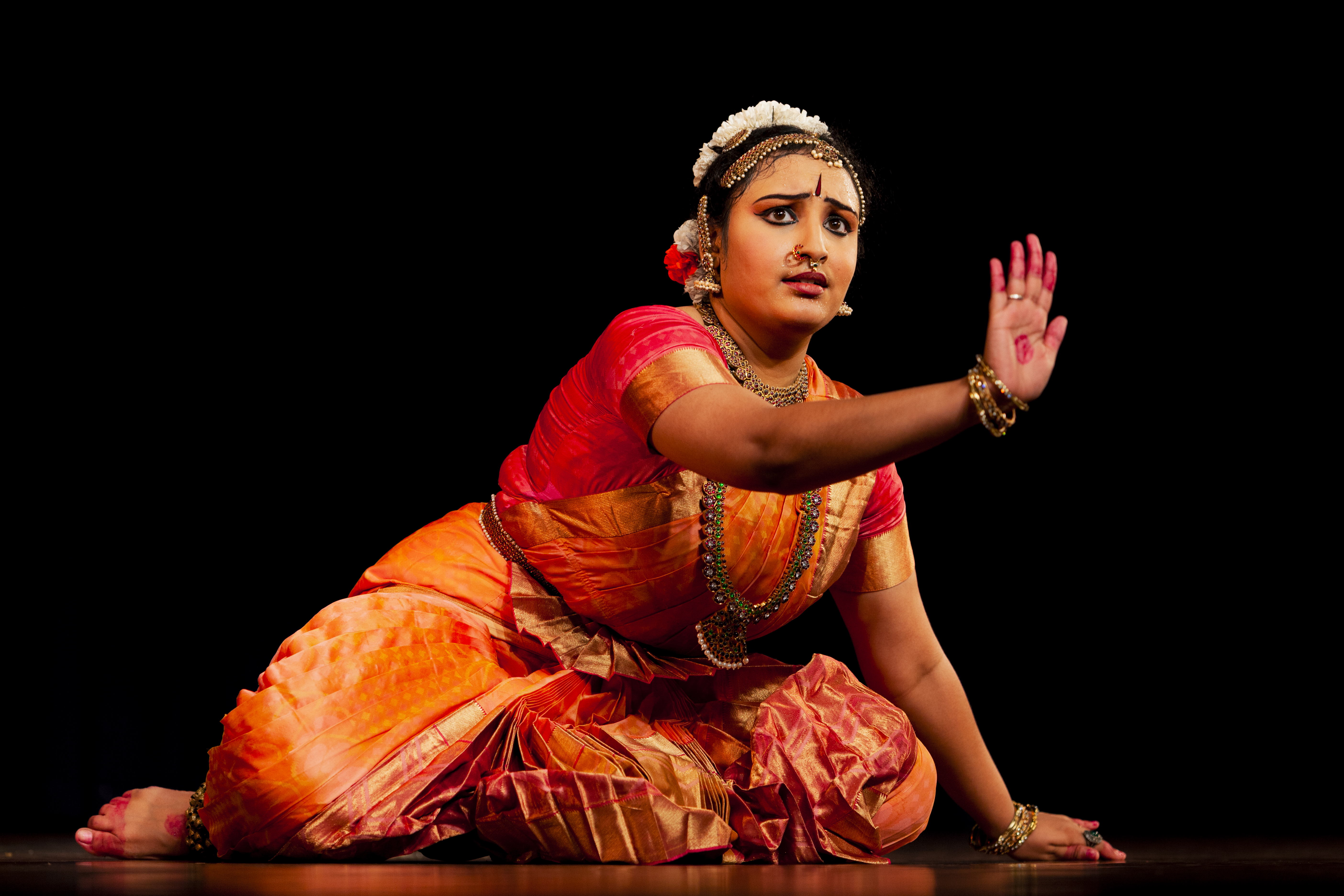
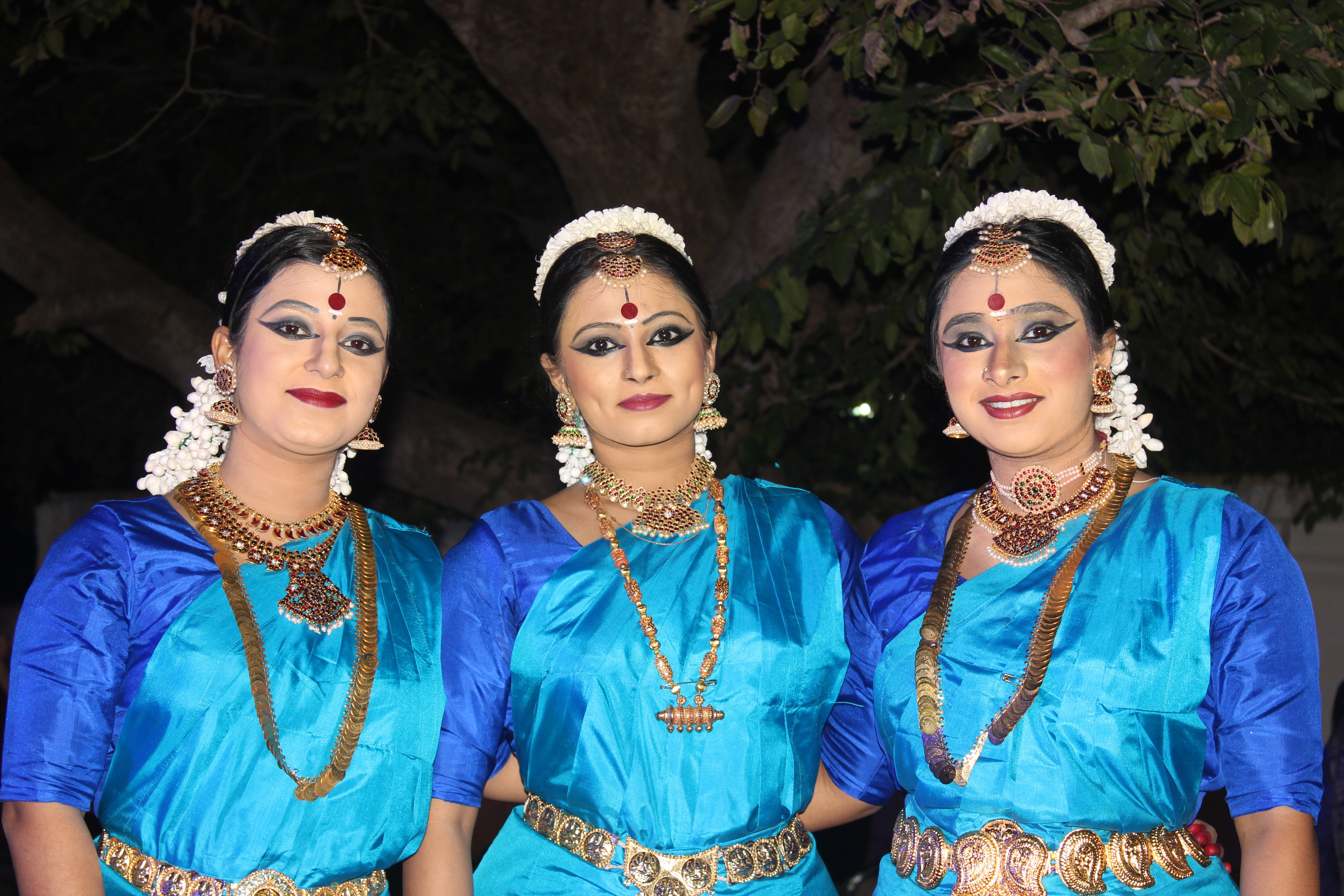
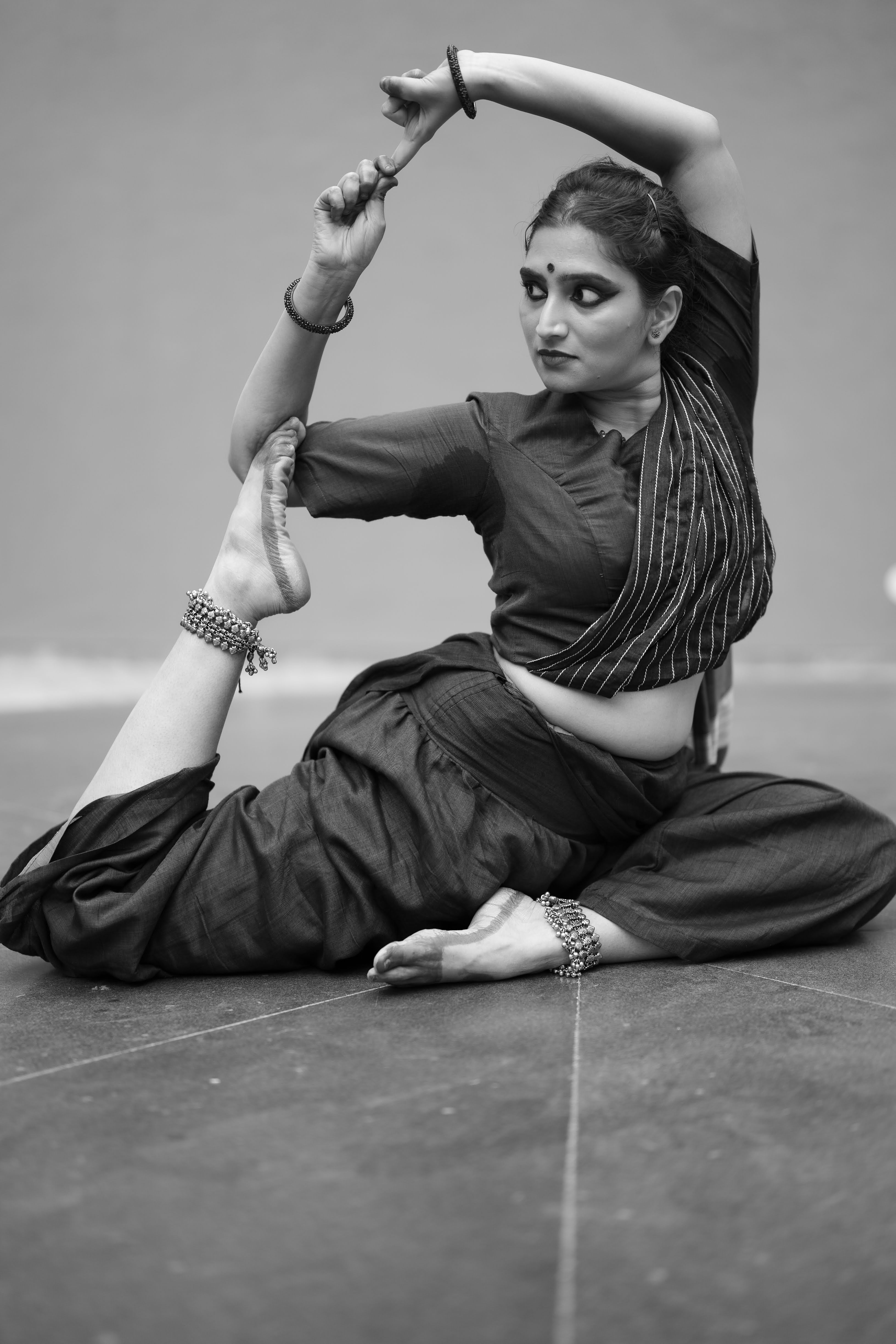
ポーズをとるバラタナティヤムの舞踏家
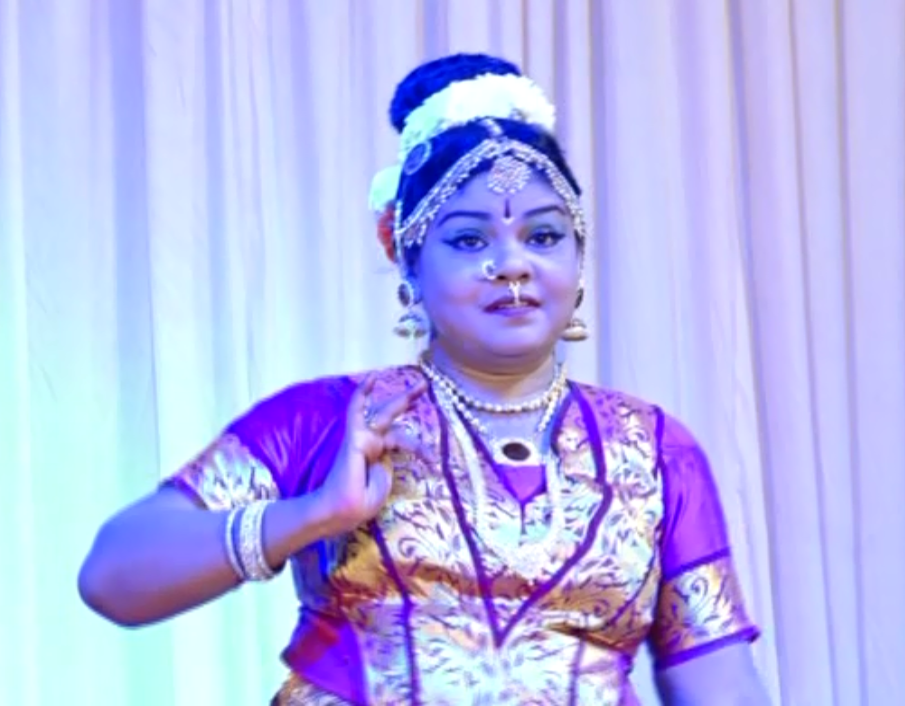
女神ミーナクシ(Meenakshi)のポーズ
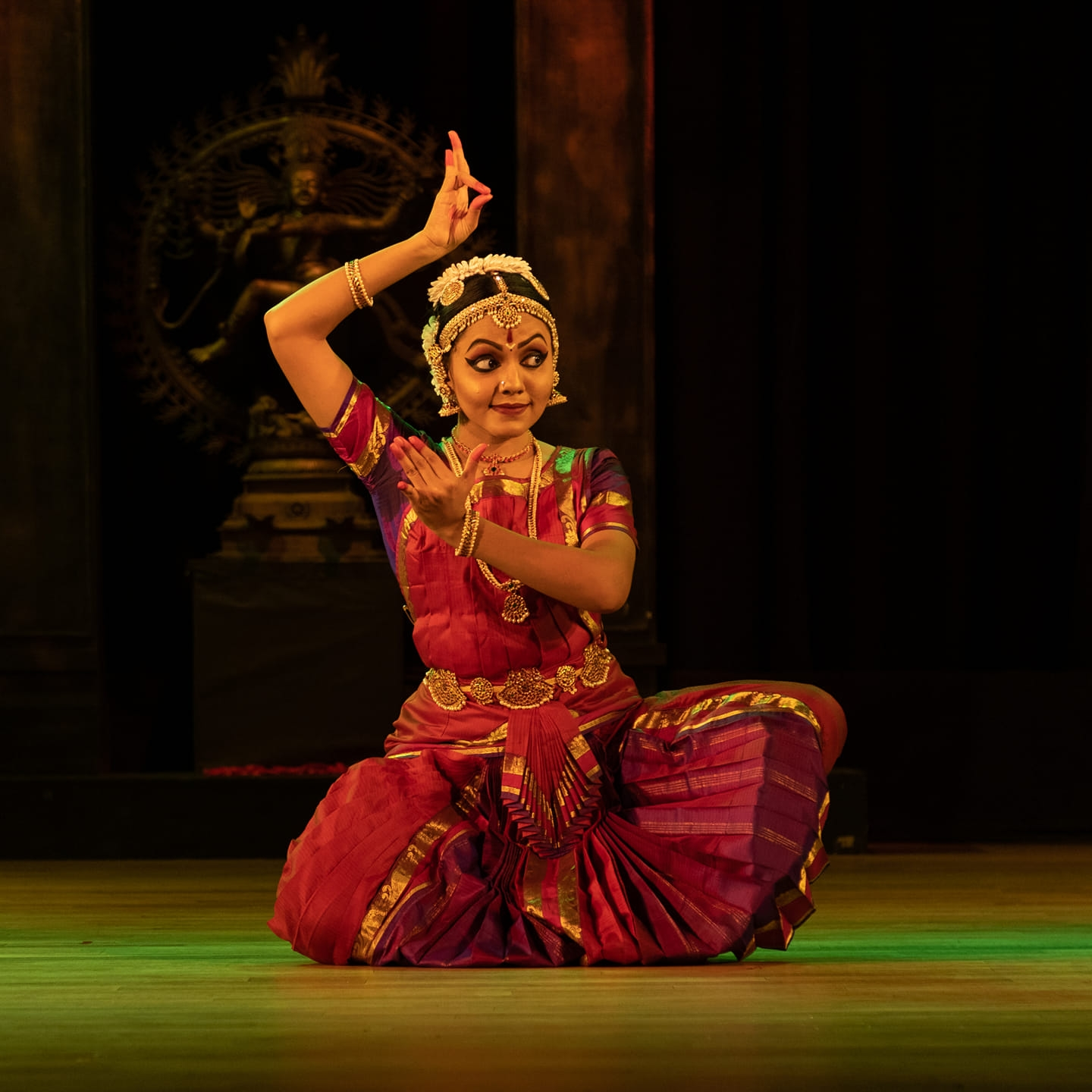
デーヴァナム(Devarnam)